# Eines i polítiques de preservació del correu electrònic
La preservació del correu electrònic consisteix en un conjunt d'accions destinades a la selecció, accés i reutilització del correu electrònic. La necessitat de preservació és resultat de la consciència creixent de la importància del correu electrònic com a mitjà de comunicació i com a suport de l'activitat professional, així com dels problemes derivats de les limitacions d'espai dels servidors i de les dificultats d'accés a una gran quantitat de missatges, sovint poc formalitzats i, per tant, difícils de recuperar.

## Definició
La preservació del correu electrònic consisteix en un conjunt d'accions destinades a la selecció, emmagatzematge, accés i reutilització del correu electrònic enviat i rebut per una persona o una organització, pública o privada, en el desenvolupament de la seva activitat. En la definició s'inclouen els adjunts (en qualsevol format) i les aplicacions annexes (calendaris, agenda, xat) que ofereixen algunes aplicacions de correu. La preservació del correu electrònic s'ha de considerar des de tres vessants: 
- Documental: aplicació de tècniques de gestió documental i arxivística per facilitar l'accés i recuperació als continguts.
- Polític: estratègies i protocols de selecció / destrucció de correu segons les necessitats de l'usuari o de l'organització.
- Tecnològic: solucions de programari disponibles al mercat per a usuaris individuals i per a organitzacions.

## Objectius de la preservació del correu electrònic
- Conservar les dades o contingut intel·lectual.
- Garantir la integritat i l'autenticitat de les dades a través de la cadena de custòdia.
- Donar accés a les dades des de formats compatibles i actualitzables.
- Fer possible la reutilització de les dades.
- Facilitar la migració de dades a altres suports físics.
- Donar accés multiplataforma a les dades.
- Crear còpies de seguretat.
- Recuperar les dades després d'un accident o una catàstrofe.
- Protegir la propietat intel·lectual.
- Complir legislacions i normatives.
- Habilitar per fer front a obligacions legals i procediments d'eDiscovery.
- Dissenyar i aplicar polítiques de preservació de la documentació electrònica.
- Optimitzar el sistema d'emmagatzematge.
- Optimitzar el sistema de missatgeria.
- Monitorar el contingut del correu enviat i rebut, mantenint un equilibri amb la privadesa i la confidencialitat de les dades.
- Garantir la continuïtat de l'activitat professional.

## Legislació
El desenvolupament de l'administració electrònica ha consolidat les comunicacions electròniques com a canal de relació i de tramitació entre l'Administració pública i els ciutadans. El correu electrònic té un paper destacat entre aquestes comunicacions per gestionar tràmits (per exemple, sol·licitud de certificats, visites mèdiques) i enviar / rebre acusaments de recepció. Aquesta situació ha generat una legislació sobre els requisits que han de complir les comunicacions electròniques per constituir-se en mitjans vàlids de relació i tramitació.

### Legislació espanyola
Legislació estatal de caràcter general: 
- Llei 11/2007, de 22 de juny, d'accés electrònic dels ciutadans als serveis públics. A l'art. 27.3 estableix els requisits per a la validesa de la comunicació electrònica: “Les comunicacions a través de mitjans electrònics són vàlides sempre que hi hagi constància de la transmissió i recepció, de les dates, del contingut íntegre de les comunicacions i s'identifiqui fidedignament el remitent i el destinatari”.
- RD 1671/2009, de 6 de novembre, pel qual es desplega parcialment la llei 11/2007. Els art. 35 i 39 fan referència al correu en la pràctica de les notificacions electròniques sempre que hi hagi acusament de recepció automàtic.

Legislació autonòmica de caràcter general:
- Llei 29/2010, del 3 d'agost, coneguda com a Llei de l'ús dels mitjans electrònics al sector públic de Catalunya.

A l'Estat espanyol no hi ha legislació específica sobre correu electrònic, però sí l'obligació d'adequar-se al compliment de les legislacions anteriors sobre mitjans electrònics. Així mateix, les polítiques de preservació del correu electrònic es veuen afectades per la legislació sobre les qüestions següents: 
- Protecció de dades personals: l'adreça de correu electrònic és una de les dades objecte de protecció de la Llei Orgànica de protecció de dades de caràcter personal. El secret de comunicacions garanteix la privacitat i la confidencialitat del correu electrònic.
- Propietat intel·lectual: el correu electrònic pot reflectir els processos de creació protegits per la legislació sobre propietat intel·lectual en un entorn de competitivitat, on la protecció dels drets d'autor drets d'autor està amenaçada per riscos com els accessos no permesos i la pirateria digital.

Algunes activitats empresarials utilitzen el correu com a canal de relació amb el client i exigeixen confidencialitat en les transaccions i protecció de les dades personals del client, incloses la legislació sobre comerç electrònic.

### Normativa pública internacional
A nivell internacional existeix més tradició en normativa sobre bones pràctiques en la gestió del correu electrònic. Institucions com els Arxius Nacionals del Regne Unit i l'Arxiu nacional i administració de documents dels Estats Units d'Amèrica (NARA) han elaborat manuals per gestionar el correu electrònic. Aquestes guies d'actuació es basen generalment en les normes ISO, que proporcionen un marc de regulació internacional. En concret, les dues parts de la norma ISO 15489 tenen com a objectiu la integració de tots els documents, siguin de format tradicional o electrònic, en un únic sistema de gestió centralitzat. A nivell europeu s'afegeix l'especificació MoReq, basada en l'anterior.

### Altres normatives
Les organitzacions privades elaboren protocols propis amb què regulen l'ús del correu electrònic en la gestió diària de la seva activitat. En aquest cas, els criteris de productivitat i relació cost / risc / benefici dominen sobre els documentals i arxivístics estrictes. Això no implica que no hi hagi una subjecció a la legislació, ja que està en joc elements com la salvaguarda de la intimitat i la confidencialitat, de vegades en conflicte amb l'obligació de fer un ús adequat del correu corporatiu, ja que el mal ús de les eines tecnològiques que l'empresa posa a disposició de l'empleat pot ser objecte de sanció.

## Electronic Discovery
El correu electrònic es pot constituir en evidència en processos d'auditoria interna o externa, però també en contextos judicials. Alguns països com els EUA han desenvolupat normativa específica sobre el tractament a què s'ha de sotmetre el correu electrònic per habilitar-lo en processos d'eDiscovery o de requeriment judicial de presentació de documents electrònics que es puguin considerar proves amb la mateixa validesa que la documentació en paper.

## El correu electrònic com a document objecte de preservació
El correu electrònic és un exemple de document electrònic per ell mateix, que alhora pot ser un canal amb què es vehicula un altre document, per exemple un adjunt en un format de text, imatge, etc., o una altra aplicació, com un calendari o una agenda. Un missatge de correu electrònic es pot definir com una unitat d'informació estructurada i contextualitzada, creada i gestionada per mitjans electrònics, que proporciona evidència de les activitats d'una persona o organització, pública o privada, i pot tenir caràcter probatori de drets i obligacions. L'interès creixent en preservar el correu electrònic d'una organització es basa en el fet que sovint és un mitjà de presa de decisions, de tramitació de processos i de treball col·laboratiu. També es dona el cas que el correu és utilitzat com a eina d'arxiu i/o còpia de seguretat. El document electrònic comparteix amb el document en paper la necessitat de garantir una sèrie de funcionalitats: autenticitat, fiabilitat, integritat, manejabilitat, permanència i seguretat. Com a document electrònic, el correu presenta problemes relacionats amb: 
- Dificultat de deixar constància fidedigna de l'emissió i recepció de la comunicació.
- Limitacions d'espai del servidor de correu.
- Polítiques de privadesa del servidor incompatibles amb els objectius de competitivitat.
- Gran quantitat de missatges eliminables a curt termini.
- Falta de polítiques de selecció.

Al correu electrònic conviuen missatges irrellevants amb altres amb informació crítica per a l'usuari o l'organització, dades de valor probatori per a reclamacions legals i documentació adjunta d'interès.

### Criteris de selecció del correu electrònic
La problemàtica inicial i bàsica que planteja la preservació del correu electrònic és la selecció dels missatges que s'arxivaran. Cal decidir si es practica una tria prèvia o si s'inverteix en una solució potent que permeti conservar-ho tot. La primera opció és més habitual i recomanable. Serra proposa aplicar els criteris següents de selecció del correu rellevant:
- El missatge està relacionat amb funcions i activitats de l'organització? Si no ho està, s'elimina; si ho està, cal tractar-lo com a document administratiu.
- El missatge conté informació útil exclusivament a curt termini? Serà eliminable un cop cessi l'activitat relacionada, per exemple als 15-30 dies.
- És un duplicat? Ídem.
- És un esborrany? S'elimina quan hi hagi versions posteriors i/o versió final.

### Gestió documental del correu electrònic
El correu electrònic ha de complir uns requisits per ser susceptible de rebre tractament documental o arxivístic: tenir un contingut, una estructura i un context relacionats amb l'activitat de l'usuari o l'organització. Serra recomana la següent pràctica de redacció de correus electrònics, que facilitarà el procés de preservació: 
- Formalitzar els missatges com a documents complets, utilitzant mecanismes d'autentificació i evitant la comunicació informal.
- Incloure regles de valoració dins dels missatges formalitzats, mitjançant la classificació funcional i els vincles necessaris amb regles autoexecutables.
- Eliminar periòdicament els missatges no formalitzats ni classificats.

En el correu electrònic s'ha de distingir entre contingut intel·lectual i forma física.
- Contingut intel·lectual. Els elements mínims són: Intitulació (Assumpte), Adreça (Destinatari), Disposició (Contingut pròpiament dit), Data (lloc i temps), Validació (Acreditació de la persona o organització emissora: signatura, certificat digital).
- Forma física. La conservació del document electrònic presenta diferències respecte del paper, ja que pot mantenir la forma i el programari original o bé presentar-se en una nova forma, perquè els components del document electrònic poden residir en diferents parts del suport o fins i tot presentar un aspecte final nou. Amb això s'evita el risc d'obsolescència de formats, suports i programaris i s'augmenta el nivell de seguretat.

La preservació del correu electrònic seleccionat requereix una sèrie de tasques pròpies de la gestió documental, que en essència són les mateixes del tractament de qualsevol document en paper o electrònic. Les tasques estan destinades a garantir que el contingut intel·lectual no patirà modificacions malgrat els canvis de la forma física i que serà recuperable i reutilitzable al llarg del temps. Les fases de la gestió documental són: 
- Anàlisi formal o descriptiva: assignació de metadades que recullin els elements mínims del contingut intel·lectual.
- Indexació i classificació: assignació de matèries, per exemple utilitzant tesaurus específics de l'organització.

El correu electrònic es pot tractar com a sèrie documental autònoma en el conjunt de la documentació d'una organització, però seguint criteris d'eficiència interna, sembla preferible incloure cada missatge en el context de la tramitació de l'afer tractat i prioritzar la perspectiva funcional sobre la formal.

## Polítiques de preservació del correu electrònic
A nivell d'organització és recomanable que aquesta posi a disposició dels treballadors i del responsable d'arxiu un protocol en què constin clarament les polítiques de selecció i destrucció dels missatges de correu, les normes bàsiques de descripció i indexació del contingut intel·lectual i la indicació del ritme de destrucció del correu no rellevant. La política sobre preservació del correu electrònic s'ha d'incloure en les polítiques generals de l'organització sobre preservació de documentació, de manera que s'alineï amb els objectius estratègics de l'organització. Així s'assegura que la informació crítica estarà sempre disponible per a la seva integració en el workflow. La responsabilitat inicial de la selecció del correu és del treballador, que seguirà les directrius del protocol establert per l'organització. El tractament de preservació requereix un o més responsables amb competències tècniques, tecnològiques i legals en el tractament de la documentació, així com un bon coneixement dels objectius i les estratègies de l'organització.

## Solucions de programari
Gairebé totes les aplicacions d'e-mail funcionen amb el sistema IMAP. Els missatges estan guardats al servidor de correu contractat per l'usuari, encara que l'ordinador en pot tenir una còpia si el programa d'e-mail està configurat per permetre-ho; en aquest cas, qualsevol acció sobre l'aplicació local també tindrà efectes al servidor. Aquestes aplicacions permeten crear un sistema de carpetes locals personalitzades. Els diferents sistemes d'arxiu proporcionen imatges originals dels missatges o bé els converteixen en arxius PDF no manipulables. Això garanteix la integritat i l'autenticitat del missatge. El PDF manté les dades de la capçalera (remitent, destinatari, data, assumpte), que poden funcionar com a metadades recuperables des d'un cercador. Per arxivar el correu electrònic hi ha diverses solucions: 
- Aplicacions com Gmail permeten accedir a un servei de còpia de tots els missatges. Un cop feta la sol·licitud des del compte personal, es rep un arxiu en format ZIP. És un sistema que requereix repetir el procés de forma manual cada vegada que se sol·licita.

Hi ha aplicacions al mercat que automatitzen el procés de còpia. Són independents del servidor de correu, per tant no es veuen afectats per avaries d'aquest i permeten disposar en tot moment de la informació. Exemples de programari per a organitzacions:
- MailStore Server (Windows): eina integral per a empreses, es connecta al servidor de correu i fa còpia centralitzada de tots els missatges dels treballadors, accessible a un cercador de text complet; suposa un estalvi de costos en servidor i IT, ja que no cal mantenir els missatges a les bústies de correu dels treballadors; redueix l'espai d'emmagatzematge fins a un 70%, ja que comprimeix els adjunts i detecta duplicats.
- Email Archiver (Mac): converteix cada missatge a format PDF i el deixa ordenat al disc dur segons la classificació utilitzada per l'usuari al seu correu; el programa compta amb un cercador propi del contingut del correu i títols dels adjunts.
- MailSteward (Mac): funciona com un programa de backup i guarda el correu en una base de dades (tres versions), accessibles a través de cercador avançat, protegeix les dades de l'obsolescència de formats i detecta duplicats.

Exemples de programari per a usuaris particulars: 
- MailStore Home (gratuït)
- MessageSave per a usuaris d'Outlook.

## Bones pràctiques de preservació del correu electrònic
En un estudi basat en entrevistes a professionals amb responsabilitat d'arxiu en entorns IT del món de l'empresa i la Universitat, Maitland estableix quatre principis o bones pràctiques per a la preservació del correu electrònic, acompanyats de recomanacions i paranys a l'hora d'escollir una solució de programari: 
- Mesurar la infraestructura amb què compta l'organització: les decisions sobre emmagatzematge i compra d'espai s'han de basar en una planificació de creixement i criteris d'escalabilitat.
- Preveure possibles escenaris relacionats amb l'eDiscovery: definir polítiques de conservació / destrucció, decidir què s'ha de guardar per possibles efectes legals i evitar guardar-ho tot.
- Considerar l'arxivament d'altres dades a més del correu: aplicacions paral·leles (per exemple, xat de gmail), polítiques de retenció comunes al correu i altra documentació de l'organització.
- Organitzar l'arxiu a llarg termini: crear la figura del responsable de procediments d'arxiu, que impliqui equip IT i legal, alineament amb els objectius estratègics de l'organització; no trencar les polítiques de seguretat i establir nivells d'accés, així com seguiment dels accessos per a possibles processos d'auditoria.